# Infortunio sul lavoro

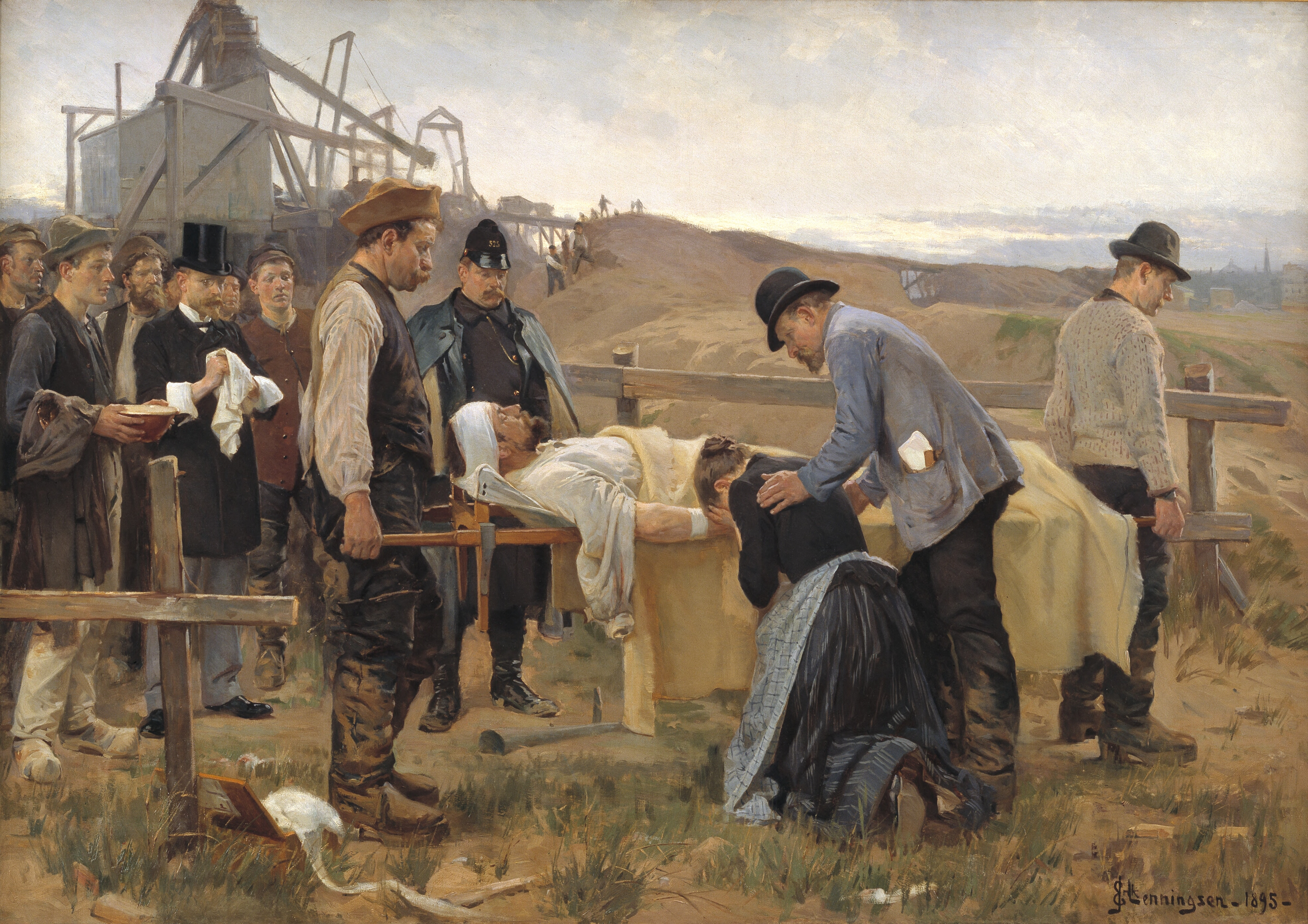
Un lavoratore infortunato, dipinto di Erik Ludvig Henningsen, 1895, Statens Museum for Kunst

Un infortunio sul lavoro è un evento dovuto ad una causa violenta ed esterna che produce lesioni traumatiche ad un individuo durante lo svolgimento della sua attività lavorativa.
Ai fini del riconoscimento assicurativo e del relativo indennizzo, inoltre, nei diversi Stati del mondo la definizione può comprendere altri aspetti: per esempio in Italia (ma non solo) l'infortunio sul lavoro è definito tale, ed è perciò indennizzabile, se da esso siano derivate morte o inabilità permanente o temporanea e se abbia comportato l’astensione dal lavoro per più di tre giorni. La causa violenta deve essere idonea a causare il danno. La dizione "causa violenta" non deve ingannare, non ha a che fare con l'intensità ma con il tempo. Una causa è considerata violenta se agisce in maniera rapida e concentrata, per rapida si intende che agisca entro un turno di lavoro. Così anche una causa di per sé minima (ad esempio la puntura di uno spillo) può essere considerate causa violenta se ne derivano le conseguenze precedentemente esposte.

## Descrizione
Sono considerati infortuni sul lavoro anche gli eventi verificatisi "in itinere", ovvero durante il percorso tra l'abitazione ed il luogo di lavoro (o viceversa) oppure durante gli spostamenti da una sede di lavoro ad un'altra (nel caso di rapporti di lavoro multipli) o nei tragitti per usufruire del pasto (nel caso in cui non sia presente una mensa aziendale). L'infortunio in itinere non è indennizzato in ogni caso, ma solo quando il tragitto è effettuato in particolari condizioni.
L'infortunio sul lavoro si differenzia dalla malattia lavoro-correlata, o malattia professionale, termine che identifica una patologia provocata da un agente presente nell'ambito lavorativo che abbia contribuito nel corso del tempo, mesi o anni, al manifestarsi della patologia.
Secondo le statistiche INAIL (serie storica dal 2009 al 2013), la prima causa di infortuni mortali sul lavoro è data dagli incidenti stradali, tra cui sono compresi sia gli eventi "in itinere" sia quelli avvenuti strettamente in occasione di lavoro (per esempio, i casi che coinvolgono gli autisti di mezzi di trasporto pubblici e privati). Ne consegue che ogni politica di prevenzione e di lotta contro gli infortuni sul lavoro non può limitarsi agli ambienti di lavoro classici, ma deve riguardare anche la sicurezza stradale.

## Prevenzione
Nell'ambito della gestione della sicurezza sul lavoro si deve tener presente il rapporto tra prevenzione e salute. Un ruolo importante, nella prevenzione, è svolto dalla rilevazione e analisi dei mancati infortuni (near miss), per quanto questi non siano soggetti a obbligo di registrazione. Le migliori pratiche (best practices) aziendali, e le norme di legge di molti ordinamenti nazionali prevedono l'obbligo di segnalazione di questi eventi ai fini dell'aggiornamento dell'intero sistema di gestione e di controllo.
Il near miss può rientrare in una delle seguenti casistiche:
1. incidente mancato (es.: lavoratore in altezza che maneggia strumenti privi di protezione in caso di caduta, senza, però, che l'evento si verifichi);
2. incidente avvenuto che, tuttavia, non ha causato danni ad alcun lavoratore (es: caduta di uno strumento dall'alto, nella situazione lavorativa precedente, senza che l'oggetto in caduta colpisca nessuno);
3. infortunio avvenuto, ma con conseguenze lievi, intendendosi, per tali, quei danni che non causano giorni di assenza dal lavoro, a parte, eventualmente, quello in cui l'incidente si è verificato: si tratta di quegli infortuni che, sebbene verificatisi, non sono oggetto dell'obbligo legislativo di registrazione (es.: nella situazione di cui al primo caso, lo strumento cade ma colpisce una persona in condizioni tali da non provocare, o quasi, danni: ad esempio, per un urto di striscio, o per l'esistenza di protezioni individuali indossate che hanno attutito o minimizzato l'urto, ecc.)[senza fonte]

I near miss sono gli eventi che si verificano con maggior frequenza (oltre il 90% degli eventi complessivi). Per questo motivo, nonostante non siano soggetti a registrazione obbligatoria, essi costituiscono importanti indicatori di valutazione del rischio latente per un infortunio che abbia conseguenze reali. Sono coinvolti nell'attuazione di interventi preventivi i competenti uffici statali, le imprese e le associazioni di lavoratori. Tali gruppi devono, nelle rispettive aree di competenza, attuare interventi di carattere tecnico, organizzativo, formativo e procedurale per garantire un ambiente di lavoro il più possibile sicuro, sia in caso di incidente, sia nell'ambito della prevenzione dell'incidente stesso.

## Nel mondo

### Italia
La normativa di riferimento in Italia è costituita dal DPR n. 1124 del 30 giugno 1965 e dal testo unico sulla sicurezza sul lavoro del 2008. La fonte ufficiale dei dati in merito agli infortuni è l'INAIL, che, tra le sue attività istituzionali, si occupa anche di tenere aggiornate le statistiche in merito agli infortuni. 
Nell'ambito della valutazione del rischio, è importante la raccolta da parte del datore di lavoro di tutte le informazioni sugli infortuni che comportino l'assenza dal lavoro dell'infortunato di almeno un giorno. A questo scopo l'INAIL, in seguito alla soppressione dell'obbligo di tenuta del registro infortuni prevista dal D.Lgs n. 151/2015, ha istituito adeguati strumenti informatici, sostitutivi del registro cartaceo, accessibili ai datori di lavoro e agli organi di vigilanza.
Sono inoltre previste all'interno dell'azienda interventi preventivi specifici, anche per la predisposizione di sistemi di sorveglianza sanitaria, primo soccorso, scelta dei dispositivi di protezione individuale (DPI), individuazione delle mansioni a rischio, valutazione dell'efficacia degli interventi, attraverso il monitoraggio degli indicatori del fenomeno infortunistico.
In caso di infortunio il lavoratore deve essere accompagnato al pronto soccorso dove gli viene rilasciato il primo certificato medico. Successivamente, il lavoratore deve inviare tale certificato al datore di lavoro il quale, se la prognosi supera i tre giorni di astensione lavorativa, deve presentare entro due giorni la denuncia di infortunio alla sede INAIL competente, con allegato il certificato medico. In caso di infortunio mortale, la denuncia deve essere inoltrata entro 24 ore. In caso di infortunio lieve o di franchigia (prognosi inferiore ai tre giorni) il lavoratore deve informare il datore di lavoro dell'avvenuto infortunio, ma quest'ultimo non è tenuto a inviare la denuncia all'INAIL.
Per prognosi maggiore di 40 giorni c'è l'obbligo di referto. Tale obbligo prevede l'invio del referto da parte del medico all'autorità giudiziaria, in base agli articoli 365 e 583 del codice penale italiano e l'articolo 334 del Codice di Procedura Penale. La denuncia all'ASL (Azienda Sanitaria Locale) di malattia professionale libera dall'obbligo di referto. In ogni caso, una copia del certificato medico per la malattia professionale, con gli esiti degli accertamenti medici specialistici eseguiti, dev'essere consegnata al lavoratore.
Nel 2024 l'organizzazione sindacale  CGIL ha avviato la raccolta delle firme per un referendum abrogativo delle norme che impediscono di introdurre la responsabilità solidale fra primo appaltatore e le stazioni subappaltanti in caso di infortunio sul lavoro.
In Italia, nei primi sette mesi del 2024 dai dati dell'INAIL c'è stato un netto incremento dei decessi per incidenti avvenuti sul lavoro rispetto allo stesso arco temporale del 2023. Le vittime sono state ben 577, il 3,2 per cento in più rispetto all'anno precedente.